# 戟叶耳蕨
戟叶耳蕨（学名：Polystichum tripteron）为鳞毛蕨科耳蕨属下的一个种。